# Brooklyn (Iowa)
Brooklyn ist eine Kleinstadt (mit dem Status “City”) im Poweshiek County im US-amerikanischen Bundesstaat Iowa. Bei der Volkszählung im Jahr 2010 hatte Brooklyn 1468 Einwohner, deren Zahl sich bis 2015 auf 1420 verringerte. Das U.S. Census Bureau hat bei der Volkszählung 2020 eine Einwohnerzahl von 1.502 ermittelt.

## Geografie
Brooklyn liegt im mittleren Südosten Iowas am Big Bear Creek, der über den Iowa River zum Einzugsgebiet des Mississippi gehört. Brooklin liegt rund 100 km nördlich der Grenze zu Missouri und rund 100 km westlich des Mississippi, der die Grenze zu Illinois bildet.
Die geografischen Koordinaten von Brooklyn sind 41°44′01″ nördlicher Breite und 92°26′44″ westlicher Länge. Die Stadt erstreckt sich über eine Fläche von 3,21 km² und bildet das Zentrum der Bear Creek Township.
Die nächsten Nachbarorte von Brooklyn sind Holiday Lake (13 km nördlich), Hartwick (14,5 km nordöstlich), Carnforth (8,9 km östlich), Victor (13,6 km in der gleichen Richtung), Guernsey (18,1 km südöstlich), Deep River (23,5 km südsüdöstlich), Montezuma (23,5 km südsüdwestlich), Ewart (23,9 km südwestlich), Malcom (12,2 km westsüdwestlich), Grinnell (25 km westlich) und Sheridan (24,2 km nordwestlich).
Die nächstgelegenen größeren Städte sind Rochester in Minnesota (282 km nördlich), Cedar Rapids (86 km ostnordöstlich), die Quad Cities in Iowa und Illinois (166 km östlich), Chicago in Illinois (434 km in der gleichen Richtung), Columbia in Missouri (346 km südlich), Kansas City in Missouri (419 km südsüdwestlich), Iowas Hauptstadt Des Moines (109 km westsüdwestlich), Nebraskas größte Stadt Omaha (331 km in der gleichen Richtung) und Sioux City (409 km westnordwestlich).

## Verkehr
Etwa drei Kilometer südlich des Stadtgebiets von Brooklyn verläuft von Westen nach Osten der Interstate Highway 80, der hier die kürzeste Verbindung von Des Moines nach Chicago bildet. Der U.S. Highway 6 verläuft in West-Ost-Richtung entlang des nördlichen Stadtrandes. Der alte Highway 6 bildet die Hauptstraße von Brooklyn. Alle anderen Straßen sind untergeordnete, teils unbefestigte Fahrwege oder innerörtliche Verbindungsstraßen.
Durch Brooklyn führt in West-Ost-Richtung eine Eisenbahnlinie für den Frachtverkehr der BNSF Railway.
Mit dem Grinnell Regional Airport befindet sich 29 km westlich ein kleiner Flugplatz für die Allgemeine Luftfahrt. Der nächste Verkehrsflughafen ist der Des Moines International Airport (127 km westsüdwestlich).

## Geschichte
Brooklyn wurde 1854 von Rueben Sears gegründet. Der Name kam durch seine Lage zwischen zwei Bächen (en.: brooks) zustande. Im Jahr 1869 wurde der Ort als selbständige Gemeinde inkorporiert und der erste Bürgermeister gewählt.

## Bevölkerung
Nach der Volkszählung im Jahr 2010 lebten in Brooklyn 1468 Menschen in 615 Haushalten. Die Bevölkerungsdichte betrug 457,3 Einwohner pro Quadratkilometer. In den 615 Haushalten lebten statistisch je 2,31 Personen.
Ethnisch betrachtet setzte sich die Bevölkerung zusammen aus 95,1 Prozent Weißen, 0,7 Prozent Afroamerikanern, 0,3 Prozent Asiaten und 2,9 aus anderen ethnischen Gruppen; 1,0 Prozent stammten von zwei oder mehr Ethnien ab. Unabhängig von der ethnischen Zugehörigkeit waren 4,0 Prozent der Bevölkerung spanischer oder lateinamerikanischer Abstammung.
26,3 Prozent der Bevölkerung waren unter 18 Jahre alt, 57,1 Prozent waren zwischen 18 und 64 und 16,6 Prozent waren 65 Jahre oder älter. 53,7 Prozent der Bevölkerung waren weiblich.
Das mittlere jährliche Einkommen eines Haushalts lag im Jahr 2015 bei 47.284 USD. Das Pro-Kopf-Einkommen betrug 23.008 USD. 10,4 Prozent der Einwohner lebten unterhalb der Armutsgrenze.